# هيروكازو كوباياشي
هيروكازو كوباياشي (باليابانية: 小林裕和 ) (و. 1929 – 1998 م) هو لاعب آيكيدو ‏ ياباني، ولد في أوساكا، توفي عن عمر يناهز 69 عاماً.